# Carol Sutton (actriz)
Carol Joan Sutton (Nueva Orleans, Luisiana; 3 de diciembre de 1944 - Ib., 10 de diciembre de 2020) fue una actriz estadounidense de teatro, cine y televisión, reconocida principalmente por su aparición en las películas Steel Magnolias, Monster's Ball y Ray.

## Biografía
Sutton nació en Nueva Orleans. Dedicó gran parte de su carrera al teatro y se desempeñó también como profesora de actuación en su ciudad natal. Registró gran cantidad de papeles de reparto en el cine y la televisión estadounidenses, participando en producciones como El informe pelícano, Candyman: Farewell to the Flesh, American Horror Story, True Detective, Kidnap, The Last Exorcism y Killer Joe.
La actriz falleció el 10 de diciembre de 2020 por complicaciones derivadas del COVID-19.

## Filmografía

### Cine y televisión
- 1974 - The Autobiography of Miss Jane Pittman
- 1976 - Abejas asesinas
- 1976 - Sounder, Part 2
- 1977 - Minstrel Man
- 1978 - Mirrors
- 1982 - Cane River
- 1984 - Gimme a Break!
- 1986 - The Big Easy
- 1987 - Uncle Tom's Cabin
- 1987 - A Gathering of Old Men
- 1988 - In the Heat of the Night
- 1989 - Steel Magnolias
- 1989 - The Outside Woman
- 1991 - Convicts
- 1991 - Doublecrossed
- 1991 - This Gun for Hire
- 1993 - The Pelican Brief
- 1993 - The Fire Next Time
- 1994 - Heart of Stone
- 1995 - Candyman: Farewell to the Flesh
- 1995 - Jake Lassiter: Justice on the Bayou
- 1996 - The Big Easy
- 1997 - Eve's Bayou
- 1997 - Orleans
- 1998 - Rag and Bone
- 1999 - A Lesson Before Dying
- 2001 - El pasado nos condena
- 2001 - Going to California
- 2001 - Tempted
- 2002 - The Badge
- 2003 - Runaway Jury
- 2004 - Searching for David's Heart
- 2004 - The Madam's Family: The Truth About the Canal Street Brothel
- 2004 - The Dead Will Tell
- 2004 - Ray
- 2004 - A Love Song for Bobby Long
- 2006 - Nola
- 2006 - Deja Vu
- 2006 - Glory Road
- 2007 - The Staircase Murders
- 2007 - Pride
- 2007 - Flakes
- 2007 - Quincy & Althea
- 2008 - Front of the Class
- 2008 - The Loss of a Teardrop Diamond
- 2008 - Abduction of Jesse Bookman
- 2008 - American Violet
- 2008 - Welcome Home, Roscoe Jenkins
- 2009 - In the Absence of Saints
- 2009 - Dixon's Girl
- 2010 - Knucklehead
- 2010 - The Last Exorcism
- 2010 - Treme
- 2010 - Beauty & the Briefcase
- 2010 - Father of Invention
- 2011 - Jeff, Who Lives at Home
- 2011 - Inside Out
- 2011 - Killer Joe
- 2011 - Historias cruzadas
- 2011 - Love, Wedding, Marriage
- 2012 - Comando Especial
- 2013 - American Horror Story
- 2013 - Días de venganza
- 2013 - White Rabbit
- 2013 - From the Rough
- 2013 - Este es el fin
- 2013 - Red Bean Monday
- 2013 - Robosapien: Rebooted
- 2014 - Les maîtres du suspense
- 2014 - Catch Hell
- 2014 - American Heist
- 2014 - Dawn of the Planet of the Apes
- 2014 - Elsa y Fred
- 2014 - True Detective
- 2015 - Scream Queens
- 2015 - Forgive and Forget
- 2015 - N.O.L.A Circus
- 2015 - Hot Pursuit
- 2015 - Bad Asses on the Bayou
- 2015 - Socialwerk
- 2016 - Plaquemines
- 2016 - Wild Oats
- 2016 - Scream: The TV Series
- 2016 - Abattoir
- 2016 - Hidden America with Jonah Ray
- 2016 - Roots
- 2016 - Cold Moon
- 2016 - Showing Roots
- 2016 - Confirmation
- 2017 - Trailer Park Boys: Out of the Park
- 2017 - Sex Guaranteed
- 2017 - Things with Feathers
- 2017 - Claws
- 2017 - Kidnap
- 2018 - Out of Blue
- 2018 - Bad Stepmother
- 2019 - Greyson Family Christmas
- 2019 - Small Ball
- 2019 - Gothic Harvest
- 2019 - Hot Date
- 2019 - Queen Sugar
- 2019 - Raceland
- 2019 - Mejor que nunca
- 2019 - Darlin'
- 2019 - The Last Laugh
- 2020 - Freedom's Path
- 2020 - In the Bag
- 2020 - Lovecraft Country
- 2020 - Messiah
- 2021 - Outer Banks (serie)